# Deaflympics/Badminton
Badmintonwettbewerbe werden bei den Deaflympics seit 1985 ausgetragen.

## Die Sieger
| Saison | Herreneinzel       | Dameneinzel          | Herrendoppel                            | Damendoppel                                | Mixed                                            | Mannschaft          |
| ------ | ------------------ | -------------------- | --------------------------------------- | ------------------------------------------ | ------------------------------------------------ | ------------------- |
| 1985   | Rodney Fletcher    | Bente Andersen       | Rodney Fletcher Martin Lawrence Bogard  | Carolyn Hamilin Janet Watt                 | Rodney Fletcher Fiona Wilson                     | -                   |
| 1989   | Rajeev Bagga       | Bente Andersen       | Rajeev Bagga Sandeep Singh Dhillon      | Andrea Mary Elizabeth Lang Fiona Wilson    | Rodney Fletcher Fiona Wilson                     | -                   |
| 1993   | Rajeev Bagga       | Karin Arboe Jensen   | Rajeev Bagga Sandeep Singh Dhillon      | Karin Arboe Jensen Birgitte Worsøe Nielsen | Rajeev Bagga Panna M. Kapadia                    | Indien              |
| 1997   | Rajeev Bagga       | Saskia Wummelsdorf   | Rajeev Bagga Sandeep Singh Dhillon      | Susanah Storey Lesley Newby                | Jannich Tanghus Andersen Birgitte Worsøe Nielsen | Indien              |
| 2001   | Rajeev Bagga       | Mari Ishii           | Rajeev Bagga Sandeep Singh Dhillon      | Jeong Seon-hwa Park Hae-yeon               | Rajeev Bagga Kashmira Joglekar                   | Südkorea            |
| 2005   | Artemy Karpov      | Kristina Dovidaitytė | Artemy Karpov Mikhail Efremov           | Mari Ishii Mika Hiwatari                   | Sin Hyun-woo Jeong Seon-hwa                      | Südkorea            |
| 2009   | Artemy Karpov      | Gergana Baramova     | Artemy Karpov Mikhail Efremov           | Yu Eun-kyung Jeong Seon-hwa                | Sin Hyun-woo Jeong Seon-hwa                      | Südkorea            |
| 2013   | Shokhzod Gulomzoda | Fan Jung-yu          | Artemy Karpov Mikhail Efremov           | Wang Meng Jiang Jialei                     | Artemy Karpov Alena Soboleva                     | -                   |
| 2017   | Tang Kaifeng       | Wang Meng            | Siriwat Mattayanumat Ittikorn Punyangam | Wang Meng Zhang Hengyan                    | Artemy Karpov Alena Soboleva                     | Volksrepublik China |
| 2021   | Woo Ji-soo         | Jerlin Jayaratchagan | Seo Myeong-soo Woo Ji-soo               | Boon Wei Ying Foo Zu Tung                  | Abhinav Sharma Jerlin Jayaratchagan              | Indien              |